# Řeřichy
Řeřichy (en allemand : Röscha) est une commune du district de Rakovník, dans la région de Bohême-Centrale, en République tchèque. Sa population s'élevait à 86 habitants en 2020.

## Géographie
Řeřichy se trouve à 9 km à l'est-sud-est de Jesenice, à 12 km à l'ouest-sud-ouest de Rakovník et à 61 km à l'ouest de Prague.
La commune est limitée par Pšovlky au nord, par Šanov et Petrovice à l'est, par Zavidov et Václavy au sud et par Velká Chmelištná et Oráčov à l'ouest.

## Histoire
La première mention écrite de la localité date de 1377.

## Administration
La commune se compose de deux quartiers :
- Řeřichy
- Nový Dvůr

## Transports
Par la route, Řeřichy se trouve à 15 km de Rakovník et à 75 km de Prague.